# Henry Marsh (chirurg)

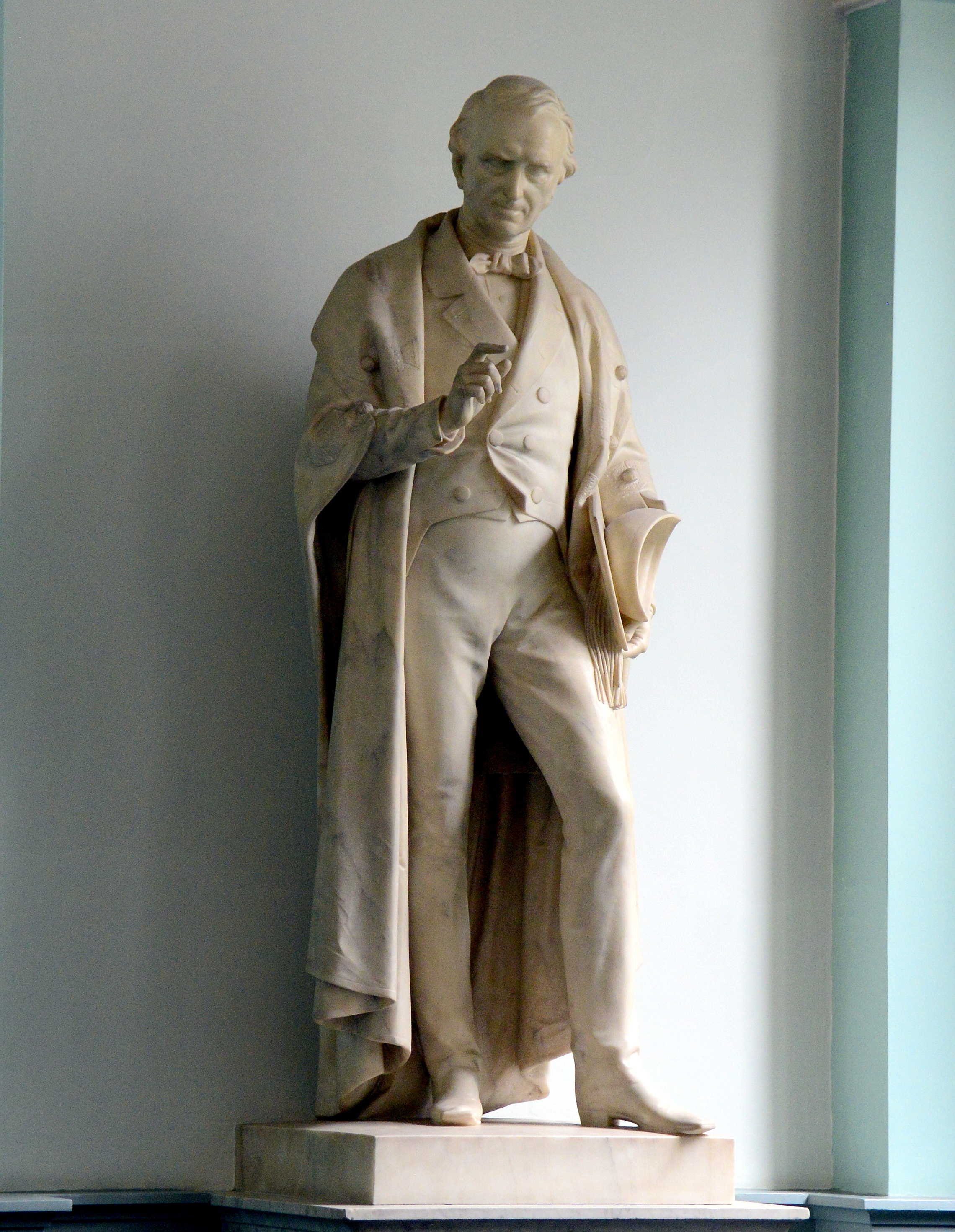
Henry Marsh

Sir Henry Marsh (Loughrea, 1790 - Dublin, 1 december 1860) is een Iers chirurg die geassocieerd wordt met de ziekte van Marsh, ook bekend als de ziekte van Graves-Basedow.

## Biografie
Aanvankelijk wilde Marsh landbouwer worden, veranderde naar de geestelijkheid maar besloot uiteindelijk om chirurg te worden. Zijn carrière als chirurg eindigde toen tijdens een sectie zijn rechter wijsvinger verloor. Ondanks zijn handicap behaalde Marsh in 1818 een doctoraat in de geneeskunde in Dublin. Na twee jaar lang wetenschappelijke reizen te hebben ondernomen op het continent werd hij in 1820 assistent arts aan het Dr Steevens' Hospital te Dublin
Marsh lag mee aan de basis in 1822 van het Park Street Medical School in Dublin. Hij gaf er pathologie aan de school tot 1827.
Vanaf 1827 doceerde hij chirurgie aan het Royal College of Surgeons of Ireland. Hij was ook enige tijd huisarts van Queen Victoria en werd hiervoor in de adelstand verheven. In 1840 werd hij voorzitter van het Royal College of Physicians of Ireland.
Hij ligt begraven op het Mount Jerome Cemetery and Crematorium te Dublin. 